# Destroyer (альбом Gorgoroth)
Destroyer, or About How To Philosophize With The Hammer или просто Destroyer — четвёртый альбом норвежской блэк-металической группы Gorgoroth, вышедший в 1998 году, и первый, выпущенный на лейбле Nuclear Blast.

## Об альбоме
Во время записи альбома из Gorgoroth ушёл вокалист Pest, но сменивший его Gaahl записал вокальные партии только для заглавной песни.
Лирика альбома рассказывает об искоренении современных идеалов и моральных устоев:

Я имею в виду искоренение того, что несёт нам христианство. Причём оно несёт это в нашу повседневную жизнь, в политику - всё это так или иначе давит на личность. Но мы несём не только разрушение - мы также помогаем человеку сформировать своё собственное мировоззрение. Сила человека - в сознании собственной уникальности, - Торментор.
Восьмой трек — это кавер-версия песни Darkthrone «Slottet I Det Fjerne» с альбома «Transilvanian Hunger». Это скрытый трек: на обложке альбома указаны только первые семь песен.

## Список композиций
1. «Destroyer» — 03:49
2. «Open the Gates» — 05:29
3. «The Devil, the Sinner and His Journey» — 03:26
4. «Om Kristen Og Jödisk Tru» — 04:47
5. «Ре Slagmark Langt Mot Nord» — 05:08
6. «Blodoffer» — 03:19
7. «The Virginborn» — 08:15
8. «Slottet I Det Fjerne» (кавер Darkthrone) 03:41

## Участники записи
- Пест — вокал
- Гаал — вокал на треке «Destroyer»
- Инфернус (Роджер Тьегс) — гитара
- Tormentor (Болло Хейердал) — гитара
- Ares — бас-гитара
- T. Reaper (Торгрим Ойре) — бас-гитара
- Daimonion — клавишные
- Фрост (Кьетил Харальдстад) — ударные
- Vrolok — ударные